# Сел сир Нијевр
Сел сир Нијевр (фр. Celle-sur-Nièvre) је насеље и општина у источном делу централне Француске у региону Бургоња, у департману Нијевр која припада префектури Кон Кур сир Лоар.
По подацима из 2011. године у општини је живело 167 становника, а густина насељености је износила 12,9 становника/km². Општина се простире на површини од 12,95 km². Налази се на средњој надморској висини од 220 метара (максималној 337 m, а минималној 203 m).

## Демографија
| 1962. | 1968. | 1975. | 1982. | 1990. | 1999. | 2011. |
| ----- | ----- | ----- | ----- | ----- | ----- | ----- |
| 212   | 242   | 212   | 212   | 173   | 168   | 167   |

График промене броја становника у току последњих година